# Stoneybatter
Stoneybatter es un barrio de Dublín, Irlanda, en el lado norte de la ciudad, limitado al sur por el río Liffey, la calle North Circular Road al norte y los barrios de Smithfield y Grangegorman al este. El nombre con el que se le ha conocido históricamente es Bohernaglogh del irlandés Bóthar na gCloch. Se encuentra dentro del distrito postal D7. El nombre data de al menos 1603.
Desde el año 2017, en torno al tercer fin de semana de junio, viene celebrándose el Festival de Stoneybatter, con numerosas actividades, eventos y música para celebrar el espíritu de comunidad del barrio.  

## Historia
Stoneybatter es un enclave que históricamente ha estado ubicado en las afueras de Dublín y que durante el proceso de expansión de la ciudad en el siglo XX ha quedado situado como uno de los barrios próximos al centro. El libro de James Collins Life in Old Dublin publicado en 1913 señala que "Hace siglos (Stoneybatter) se llamaba Bothar-na-gCloch". Así mismo, en el libro "Irish names of places" (Nombres irlandeses de lugares) de Joyce encontramos la siguiente información relativa al nombre original de este lugar: "Mucho antes de que la ciudad se extendiera tanto, y siendo Stoneybatter no más que una carretera rural, era, como continúa siendo - la gran vía de acceso a Dublín desde los distritos que se encuentran al oeste y al noroeste de la ciudad; y se conocía con el nombre de Bothar-na-gCloch (Bohernaglogh), es decir, el camino de las piedras, que se cambió a el equivalente inglés, Stoneybatter o camino pedregoso".
El nombre del lugar ha servido de inspiración como escenario de diversos obras narrativas, así Stoneybatter aparece mencionado como el distrito desde el cual las señoritas Morkan se habían mudado a Usher's Island, en el relato al comienzo de la historia final de James Joyce en Dubliners, "The Dead". Stoneybatter es así mismo el lugar principal de los sucesos en la novela de la escritora Tana French "The Trespasser", y se menciona en la canción popular irlandesa "Spanish Lady".
En los últimos años, el barrio es conocido como un ejemplo de zona en proceso de gentrificación.